# Robert Dudley Baxter
Robert Dudley Baxter (1827 - 1875) fue un economista y estadístico inglés nacido en Doncaster (Inglaterra). Se educó en privado y en el Trinity College de la Universidad de Cambridge. Estudió derecho y entró a la empresa familiar Baxter & Co., abogados con la cual estuvo conectado toda su vida. Fue miembro de distintas sociedades de estadística y otras científicas, hecho que le permitió realizar una gran cantidad de trabajo de entre el cual destaca:

## Escritos económicos
- 1860, The Budget and the Income Tax
- 1866, Railway Extension and its Results
- 1968, The National Income
- 1869, The Taxation of the United Kingdom
- 1871, National Debts of the World
- 1874, Local Government and Taxation

## Escritos políticos
- 1960, The Volunteer Movement
- 1866, The Redistribution of Seats and the Counties
- 1870, History of English Parties and Conservatism
- 1871, The Political Progress of the Working Classes